# Iulius Marcellinus (Centurio)
Iulius Marcellinus (sein Praenomen ist nicht bekannt) war ein im 2. oder 3. Jahrhundert n. Chr. lebender Angehöriger der römischen Armee.
Durch eine Weihinschrift, die beim Kastell Banna gefunden wurde und die auf 122/300 datiert wird, ist belegt, dass Marcellinus Centurio der Legio II Augusta war. Aus der Inschrift geht auch hervor, dass er vorübergehend Kommandeur (cuius curam agit) der Cohors I Aelia Dacorum war. Beide Einheiten waren zu diesem Zeitpunkt in der Provinz Britannia stationiert.